# Sakhir
Sakhir (Arabisch: الصخير) is een woongebied in het Zuid-gouvernement van Bahrein. De plaats is bekend van het racecircuit en van de boom des levens.